# Ultra (album)
Ultra je sedmi studijski album slovenske alternativne rock skupine Siddharta, ki je izšel 11. decembra 2015. Je drugi studijski album, ki ga je skupina izdala leta 2015 – izšel je šest mesecev kasneje kot njegov predhodnik, Infra. Na obeh albumih skupaj je 20 pesmi, ki naj bi obeležile dvajsetletnico nastanka skupine (marca 1995 je imela skupina svoj prvi koncert).
Izidu albumov je sledila turneja po Sloveniji, skupina pa je igrala tudi v Zagrebu.
Vodilni singl, izdan novembra 2015, je bila pesem "Nastalo bo". Februarja 2016 je izšel tudi videospot za pesem "Strele v maju", v kateri kot gostujoči vokalist poje tudi hrvaški pevec Damir Urban.
24. oktobra 2016 je izšla remasterizirana verzija albumov Infra in Ultra v obliki trojne vinilne izdaje z naslovom Infra & Ultra. Prenos zvočnega zapisa na LP format je bil dobro sprejet.

## Ozadje
Skupina je s snemanjem materiala začela v začetku septembra.
Na radijski postaji Val 202 je bila 13. novembra premierno predstavljena pesem »Nastalo bo«, deset dni kasneje pa je izšel videospot na MTV Adria. Režiser je bil, tako kot pri singlu »Ledena«, Matej Grginič – Grgi. Videospot je bil posnet v okolici Ljubljane oktobra skupaj z oboževalci skupine, ki so se pred tem prijavili na razpis za vlogo statistov.
Skupina je material z albuma prvič odigrala na koncertu na Gospodarskem razstavišču 10. decembra 2015, en dan pred uradnim izidom albuma. Igrali so pesmi »Volk Q ovce«, »Nastalo bo«, »Premladi«, »Calvi« in »Flip«.
Skupina je nastopila tudi v okviru Dni slovenske zabavne glasbe 2016 – 15. februarja so namreč v Studiu 1 nastopili RTV Slovenija, celoten koncert pa je bil prenašan v živo na TV SLO 2. Igrali so predvsem pesmi z albumov Infra in Ultra. Na pesmi »Strele v maju« je kot gost nastopil tudi pevec Damir Urban. Pesem je 22. februarja izšla kot drugi singl z albuma.

## Glasba
Pesem »Volk Q ovce« se začne z govorom radijskega voditelja Mihe Šaleharja: »Nočne muce, jutranji mačkoni. Kakorkoli, mal’ sem v dilemi. Čez 28 sekund gre noč na pol. Situacija: obvladljiva. Na severu: trda tema. Na jugu: zmeren mrak. Zahod je že itak lep čas v senci. Na vzhodu, bratje, na vzhodu je upanje. Ura je v tem trenutku nič-nič, nič-nič. Adijo včeraj; živjo jutri.«.
Na pesmi »In Levitation« gostuje slovenski didžej Umek, na pesmi »Strele v maju« pa hrvaški rock pevec Damir Urban.

## Kritični odziv
Odziv na album je bil mešan do pozitiven. Za portal Rockline je Aleš Podbrežnik pohvalil eksperimentalno naravo albuma in rekel, da gre za »tipičen Siddhartin album, kar pomeni, da Siddharta niso pretiravali z idejno deviantnostjo od zakoličenega sloga, oziroma je tistih nekaj malih novosti uporabljenih tako, da ohranjajo Siddharta z novim dokumentom pridobljeno artistično zrelost, ki zadržuje obenem tudi zahtevano kakovost«. Za Mladino pa je Veljko Njegovan ravno nasprotno komentiral, da album »ponuja že preverjeno formulo, na katero pada njeno številno domače občinstvo« in da »Siddharta ne predstavi ničesar zares novega – le predvidljiv album, ki zaokroži njen visoki jubilej«, kljub kritiki pa album ocenil z nevtralnimi 3 zvezdicami.
Na portalu 24ur.com je bil dvojec albumov Infra in Ultra uvrščen na 11. mesto najboljših domačih albumov leta.

### Priznanja
| objava   | uvrstitev | seznam                     |
| -------- | --------- | -------------------------- |
| 24ur.com | 11.       | Albumi 2015 – domača scena |

Marca 2017 so za album prejeli zlato ploščo (prodanih vsaj 2000 izvodov).

## Seznam pesmi
Vso glasbo in vsa besedila je napisal Tomi Meglič, razen kjer je to navedeno.
| Št.             | Naslov                                      | Besedilo               | Glasba                               | Dolžina |
| --------------- | ------------------------------------------- | ---------------------- | ------------------------------------ | ------- |
| 1.              | „Volk Q ovce‟                               |                        |                                      | 5:05    |
| 2.              | „Premladi‟                                  |                        | Jani Hace                            | 3:34    |
| 3.              | „Nastalo bo‟                                |                        |                                      | 4:37    |
| 4.              | „Flip‟                                      |                        | Primož Benko, T. Meglič              | 4:12    |
| 5.              | „Korakamo‟                                  |                        |                                      | 4:16    |
| 6.              | „Calvi‟                                     |                        | Tomaž Okroglič Rous, T. Meglič       | 4:29    |
| 7.              | „Dolga pot domov‟                           |                        |                                      | 4:30    |
| 8.              | „Terminal‟                                  |                        |                                      | 2:49    |
| 9.              | „In Levitation‟ (feat. DJ Umek)             |                        | Uroš Umek, Gregor Zemljič, T. Meglič | 4:45    |
| 10.             | „Strele v maju‟ (feat. Damir Urban)         | Damir Urban, T. Meglič |                                      | 5:33    |
| 11.             | „Road‟ (bonus pesem, izvaja Siddharta Crew) | Tisa Frelih            | Peter Gale                           | 3:53    |
| Skupna dolžina: | Skupna dolžina:                             | Skupna dolžina:        | Skupna dolžina:                      | 47:43   |

## Zasedba

### Siddharta
- Tomi Meglič — vokal, kitara, spremljevalni vokali
- Primož Benko — kitara, spremljevalni vokali
- Boštjan Meglič — bobni, tolkala, spremljevalni vokali
- Jani Hace — bas kitara, tolkala, spremljevalni vokali
- Tomaž Okroglič Rous — klaviature, programiranje, spremljevalni vokali

### Ostali
- Manca Simčič, Kristina Kurent, Marinka Ribič, Teja Britovšek, Katinka Dimkaroska — spremljevalni vokali ("supervokali") (2, 4)
- Petra Novak, Iza Simčič, Anja Vipotnik, Lara Melon, Mojca Verbec — spremljevalni vokali ("dodatni supervokali") (2)
- Neža Kirn — spremljevalni vokal (6)
- DJ Umek — programiranje (9)
- Jelena Ždrale — godala (9)
- Gregor Zemljič — snemanje (9)
- Damir Urban — vokal (10)
- Sandi Bratonja — snemanje (10)
- Sašo Dornik (Veto Group) — oblikovanje ovitka
- Dušan Krajnčič, Rado Lampič, Bojan Krajnčič, Darjan Vidmar, Peter Gale, David Furlan, Vinko France, Bogdan Šuštar, Dejan Dornik (kot "Siddharta Crew") —  izvedba pesmi »Road«

Pesem »In Levitation« je bila posneta v Earresistable Studio, pesem »Strele v maju« pa v Phonophobia Studio.